# Datana ministra

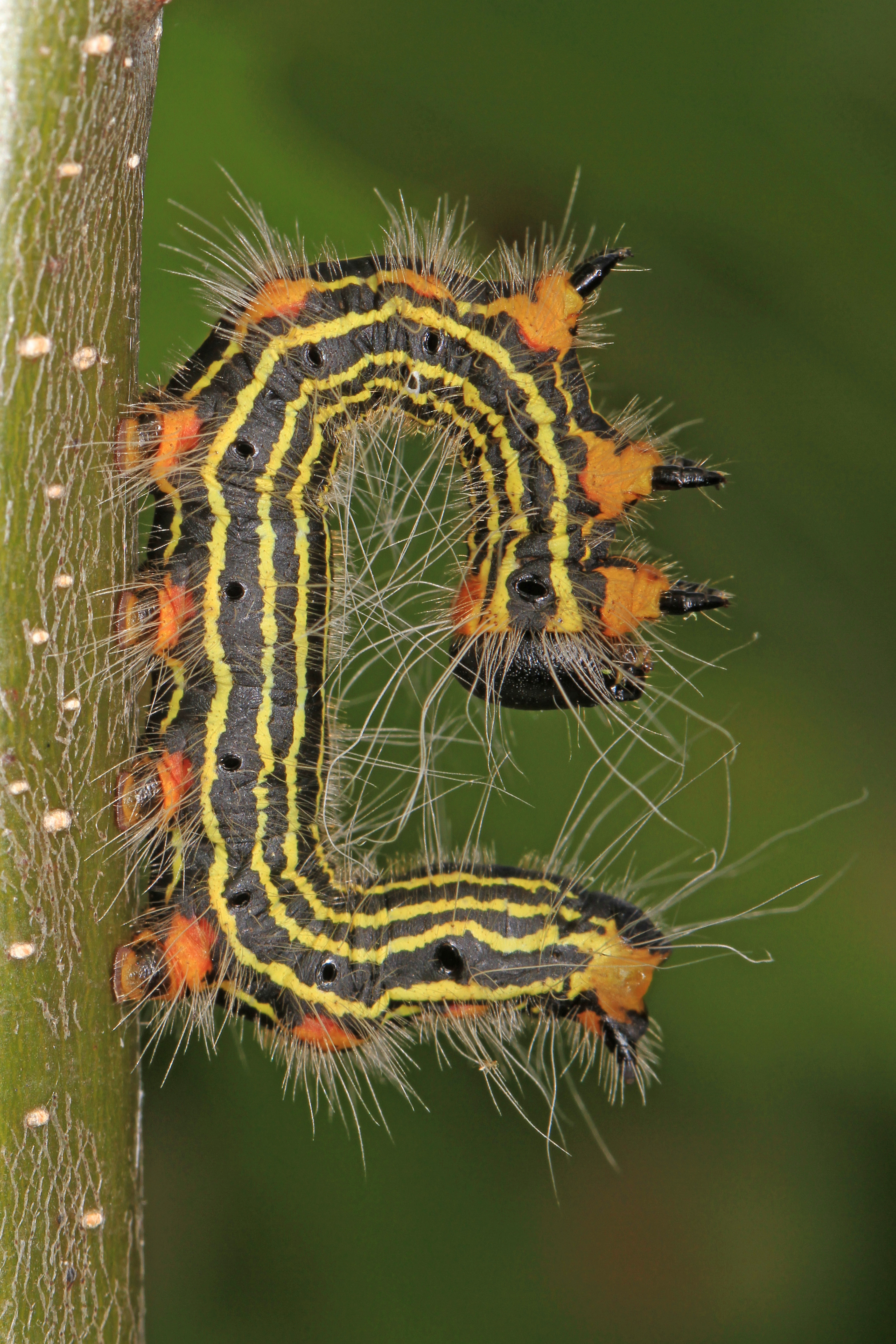
Raupe

Datana ministra ist ein in Nordamerika vorkommender Schmetterling (Nachtfalter) aus der Familie der Zahnspinner (Notodontidae).

## Merkmale

### Falter
Die Falter erreichen eine Flügelspannweite von 40 bis 53 Millimetern. Die Farbe der Vorderflügeloberseite variiert von graubraun bis zu nussbraun und zeigt fünf dünne dunkelbraune Querlinien. Das Feld zwischen den beiden inneren Querlinien ist oftmals etwas verdunkelt. Die beiden äußeren Querlinien liegen meist nah beieinander. Ein dunkler Diskoidalfleck ist in der Regel nur schwach angedeutet. Die Hinterflügeloberseite ist zeichnungslos hellgrau. Auffällig ist die dichte rotbraune bis dunkelbraune Behaarung des Kopf- und Thoraxbereichs.

### Raupe
Ausgewachsene Raupen sind dunkelgrau gefärbt und auf jeden Körpersegment mit kurzen weißlichen Haarbüscheln versehen. Sie zeigen mehrere kräftig gelbe Längslinien. Die Kopfkapsel ist glänzend schwarz, der Nacken orangegelb gefärbt. Im englischen Sprachgebrauch wird die Art als Yellow-necked Caterpillar Moth bezeichnet. Die Beinansätze haben eine orangerote Farbe. Die Raupen leben gesellig. Bei Störungen oder Gefahr heben sie sowohl den Kopf als auch die hintere Spitze ihres Körpers an und nehmen so eine für viele Datana-Arten charakteristische Warnhaltung in U-Form ein.

### Ähnliche Arten
Die Falter von Datana major unterscheiden sich durch die dunklere Hinterflügeloberseite, Datana integerrima zeigt auf der Vorderflügeloberseite nur vier braune Querlinien.

## Verbreitung und Lebensraum
Datana ministra kommt im Südosten und Südwesten Kanadas sowie in den östlichen, südöstlichen und einigen zentralen Regionen der USA vor. Die Population in Kalifornien ist durch die Unterart Datana ministra californica vertreten. Die Art besiedelt in erster Linie Laubwälder und Obstplantagen.

## Lebensweise
Die nachtaktiven, univoltinen Falter sind im Juni und Juli anzutreffen. Sie besuchen künstliche Lichtquellen. Die Eier sind weiß und werden in Spiegeln von ca. einhundert Stück an der Unterseite von Blättern der Nahrungspflanze abgelegt. Die Raupen ernähren sich von den Blättern verschiedener Laubbäume, dazu zählen Linden- (Tilia), Birken- (Betula), Ulmen- (Ulmus), Eichen- (Quercus), Ahorn- (Acer), Ebereschen- (Sorbus) und Walnussarten (Juglans) sowie auch Obstbaumarten.
Frisch geschlüpfte Raupen skelettieren das Laub. Die Entlaubung tritt zuerst am Rand der Baumkrone auf. Ausgewachsene Raupen fressen alle Teile der befallenen Blätter, mit Ausnahme größerer Mittelrippen. Zier- und Obstbäume werden dadurch zuweilen nachhaltig entlaubt. Schäden an Bäumen im Wald sind hingegen selten. Die Raupen werden von mehreren Arten von Parasiten, insbesondere von Schlupfwespen sowie von verschiedenen Krankheiten befallen. Auch einige Vogelarten fressen die Raupen. Insektizide werden nur gelegentlich zur Bekämpfung eingesetzt. Die Puppen überwintern im Erdreich.